# کپلر-۲۰ای
کپلر-۲۰ای یک سیاره فراخورشیدی است که به دور کپلر-۲۰ می‌گردد. این سیاره از آن جهت قابل توجه است که نخستین سیاره با شعاعی کوچکتر از زمین است که به دور یک ستاره خورشیدسان می‌گردد. این سیاره پس از کپلر-۲۰‌بی دومین سیاره از لحاظ نزدیکی به ستاره است و با داشتن دمای ۷۷۰ درجه سلسیوس، بسیار داغتر از ان است که امکان وجود آب مایع در سطح آن فراهم باشد. کشف کپلر-۲۰‌ای به همراه ۴ سیاره دیگر منظومه‌اش در ۲۰ دسامبر ۲۰۱۱ اعلام شد.